# میریخانی ۲
میریخانی ۲ یک روستا در ایران است که در بخش مرکزی شهرستان رودبار جنوب در استان کرمان واقع شده‌است.

## جمعیت
این روستا در دهستان نهضت‌آباد قرار دارد و براساس سرشماری مرکز آمار ایران در سال ۱۳۸۵، جمعیت آن ۳۲۵ نفر (۵۴ خانوار) بوده‌است.